# Rhododendron revolutum
Rhododendron revolutum är en ljungväxtart som beskrevs av Herman Otto Sleumer. Rhododendron revolutum ingår i släktet rododendron, och familjen ljungväxter. Inga underarter finns listade i Catalogue of Life.